# 潘哈德ERC
潘哈德ERC（法語：Engin à Roues, Canon，輪型火砲載具）是法國的六輪裝甲車。其機動性高，且具備核生化防護力。此型裝甲車開發了多種型號，但只有兩種進入量產：ERC-90 Lynx以及ERC-90 Sagaie。這兩種型號的差別主要在於其砲塔設計和90mm砲的型號。
此型裝甲車自2020年起逐步被EBRC美洲豹取代。

## 背景
ERC原本是1970年代後半，潘哈德以外銷為目的開發的裝甲車，意圖作為比潘哈德AML的重型六輪後繼車種。

### 設計
ERC和VCR屬於同一個六輪裝甲偵查載具家族，ERC為火砲型，VCR為人員運輸型，兩者共用許多零件。ERC有兩個主要型號：ERC F1 90 Lynx和ERC F4 90 Sagaie。Lynx於1977年開發，Sagaie則在兩年後的1979年開發。Lynx主要用途為裝甲偵查載具，Sagaie亦為裝甲偵查載具，但可兼作戰車驅逐車。1977年，潘哈德向法國陸軍展示ERC和用於人員運輸的VCR。然而，法國陸軍最終在人員運輸方面選擇採用VAB裝甲車，在偵查方面選擇採用AMX 10 RC裝甲車。潘哈德亦向法國憲兵機動隊推銷其裝甲車，但憲兵機動隊選擇了VBC-90突擊炮。潘哈德最終在外銷市場獲得了成功，ERC後來也在1984年進入法國陸軍服役。

### ERC 90 F4Sagaie

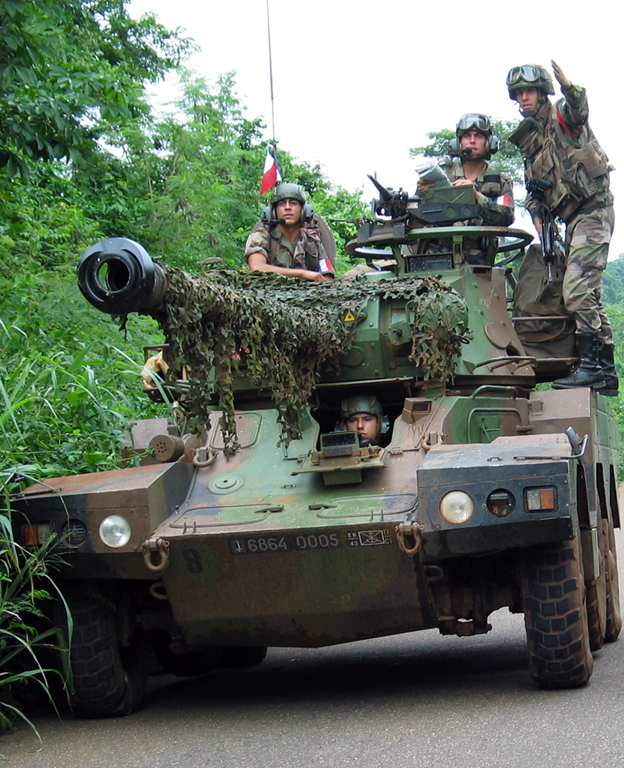
第1傘降翼騎兵團的ERC Sagaie，攝於2003年

由於Lynx只能發射中等初速的HEAT彈，它在對抗較現代的主力戰車時可說是力不從心。潘哈德因此設計了一個新砲塔，搭載GIAT的長管F4 90公釐滑膛砲，可以以更高的砲口初速發射尾翼穩定脫殼穿甲彈（APFSDS）。ERC 90 F4 Sagaie於焉誕生。
象牙海岸成了此型號的第一個外銷客戶，採購五輛Sagaie來取代其日益老邁的AMX-13轻型坦克。同時，法國陸軍開始組織一隻可以在非洲或中東進行海外軍事任務的快速部屬部隊（FDF）。該部隊的核心為法軍的第九海軍陸戰隊步兵師和第11傘兵師。為了給這支部隊增添戰力，法軍組織了一支新部隊，第31重型半旅（31 DBL），下轄兩個營。其中一營操作裝備了HOT式反坦克飛彈的載具，另一營則裝備有火砲的載具，以進行偵查和基本的反坦克任務。
法國陸軍原先要給第二個營配備AMX 10 RC裝甲車，但是其大小和重量不適合法國空軍的Transall C-160式運輸機或其同盟的C-130運輸機。此外，許多非洲的橋樑只能乘載6至8噸。因此法軍參謀部最終在1980年12月決定採購Sagaie給籌備中的FDF使用。

#### Sagaie 改良
法國陸軍將其192輛ERC中的160輛改裝了MTU的四缸170馬力引擎，Renk自動變速箱，以及改良過的砲塔以改善視野、火控和指揮。

### ERC-90Sagaie 2（雙引擎）
Sagaie的一項弱點為低功率重量比。Sagaie 2因此採用了雙Peugeot XD 3T四缸渦輪增壓柴油98馬力引擎；即VBL所使用的同一型引擎。加蓬訂購了6輛。另有一原型車採用了雙PRV V6引擎，但沒有獲得訂單。

## 型號

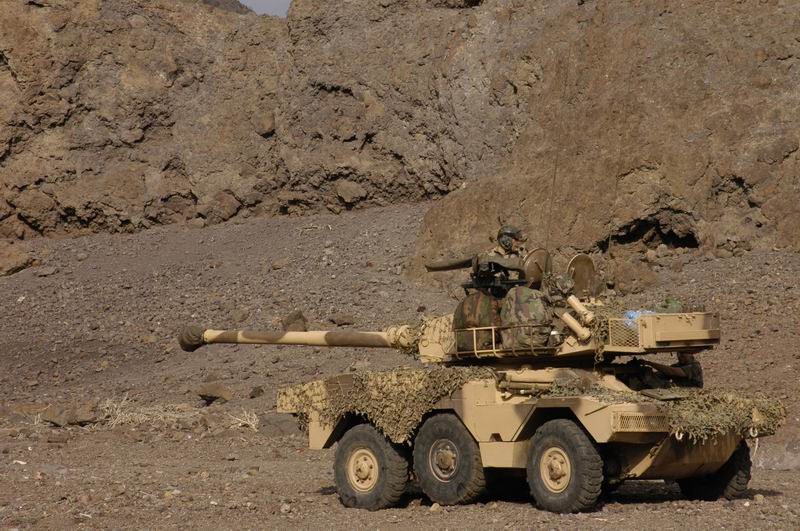
法國外籍兵團的ERC 90 Sagaie，2005年攝於吉布地

- EMC 81：火力支援型，使用希斯巴諾-蘇莎（英语：Hispano-Suiza）的EMC砲塔，其中裝備一門81公釐迫擊砲。
- ERC 20 Kriss：防空型，裝備兩門20公釐機砲。
- ERC 60-20：使用希斯巴諾-蘇莎60-20砲塔，裝有一門60公釐迫擊砲和一門20公釐機槍。
- ERC 90 (Diesel)：使用柴油引擎。
- ERC 90 F1 Lynx：使用和潘哈德AML（英语：Panhard AML）一樣的希斯巴諾-蘇莎Lynx 90砲塔。
- ERC 90 F4 Sagaie：使用GIAT TS 90砲塔，裝備一門長管高初速砲，且可發射APFSDS反戰車砲彈。
- ERC 90 Sagaie 2：裝有雙引擎和改良的砲塔，比改良前略大一些。
- VCR（英语：Panhard VCR）：運兵車型。

## 服役國

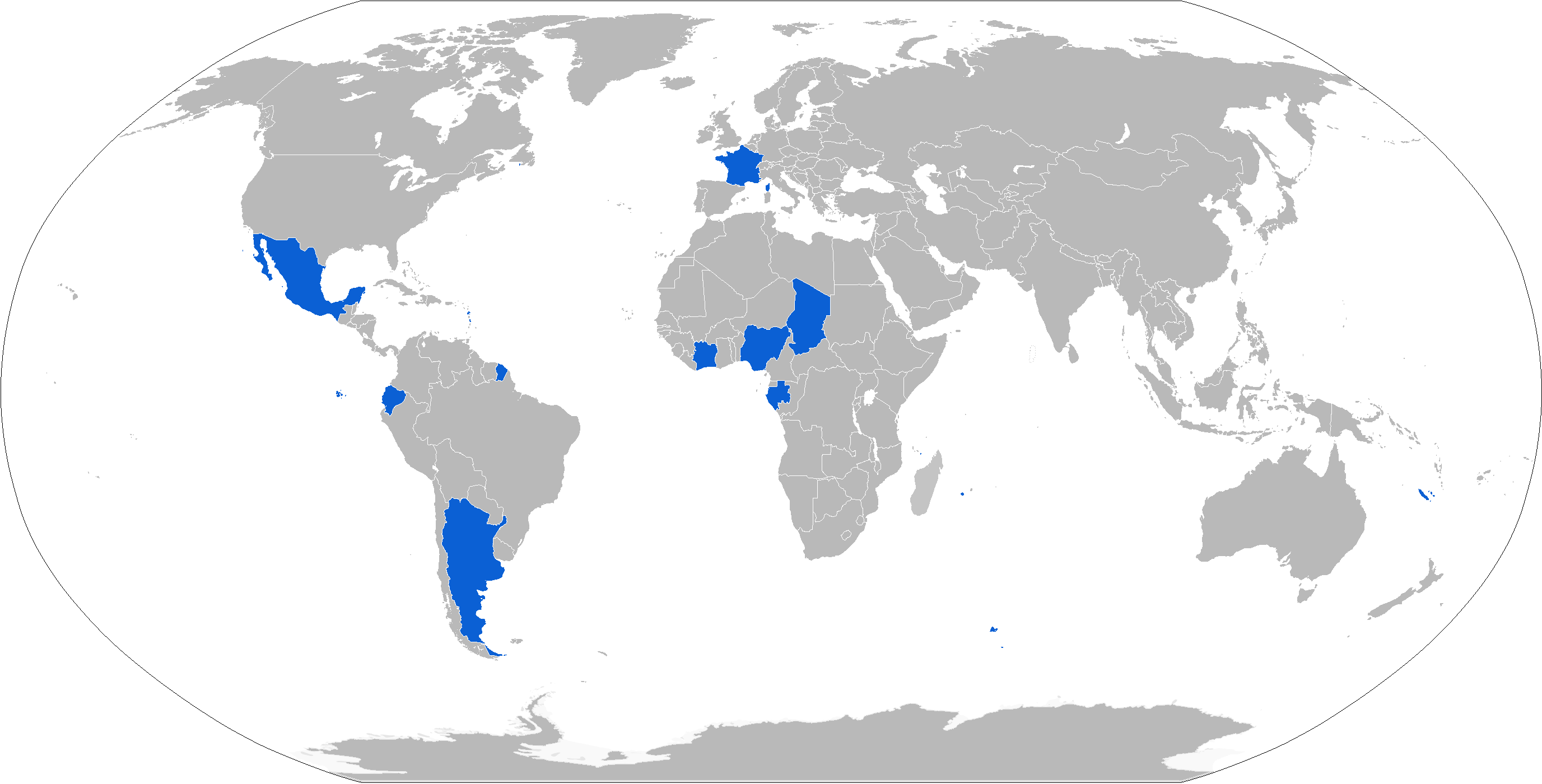
ERC 90的服役國地圖

- 阿根廷：12輛ERC-90 Lynx[7]
- ：4輛ERC-90 Lynx，[7]2021年1月又向法國購買了9輛。[8]
- 法國：190輛ERC-90 Sagaie[9]
- 加彭：6輛ERC-90 Sagaie、4輛ERC-20 Kriss[10]
- ：7輛ERC-90 Sagaie[7]
- 墨西哥：120輛ERC-90 Lynx[7]
- 奈及利亞：40 ERC-90 Sagaie、40輛ERC-90 Lynx[11]

## 外部連結
- （法文）YouTube上的潘哈德公司的ERC 90 Sagaie宣傳影片
- （法文）YouTube上的Sagaie在查德的作戰行動